# Marie-Martine Bisson
Vous venez d’apposer le modèle de débat d'admissibilité.
Avant toute chose, veuillez créer la page de débat correspondante en cliquant ici.
- Une fois la page de vote initialisée, rafraîchissez cette page, et le bandeau prendra son aspect définitif.
- Si votre débat d'admissibilité est groupé (le motif et l’argumentation doivent être les mêmes), modifiez cette page pour ajouter au modèle le paramètre « cat » suivi du nom de la page de discussion de l’article pour lequel la page de débat existe déjà (ex. : cat=Discussion:Nom_de_l'autre_article). Ensuite, suivez les nouvelles instructions qui apparaissent.
- Vous pouvez également utiliser le paramètre « type » pour faciliter l’accès aux critères d’admissibilité. Exemple : {{suppression|type=mot-clé}}. Liste des mots-clés existants : fiction, musique, art visuel, fanzine, jeu de société, porno, sportif, association, enseignement, société, site web, route, nombre, (Liste complète ici).

| 1. | Créez la page de débat d'admissibilité.                                                                      | Sauvegardez d’abord la page pour l’initialiser puis indiquez votre motivation.              |
| 2. | Important : ajoutez une entrée dans la section Débat d'admissibilité du jour.                                | Utilisez ce texte : *{{L\|Marie-Martine Bisson}}                                            |
| 3. | Pensez à informer les contributeurs principaux de la page et les projets associés lorsque cela est possible. | Utilisez ce texte : {{subst:Avertissement débat d'admissibilité\|Marie-Martine Bisson}}~~~~ |

Marie-Martine Bisson est une actrice française spécialisée dans le doublage.
Elle est entre autres la voix française régulière de Nicollette Sheridan.

## Biographie
Elle fut longtemps animatrice de radio à FIP (France Inter Paris).

### Vie privée
Elle est la mère de la comédienne Chloé Berthier, également active dans le doublage.

## Filmographie
- 1972 : Tout le monde il est beau, tout le monde il est gentil de Jean Yanne

## Doublage
Sources : Planète Jeunesse, Doublage Séries Database et Anime News Network

### Cinéma

#### Films
- Marcia Gay Harden dans :
  - Rencontre avec Joe Black (1998) : Allison
  - American Dreamz (2006) : la première dame
- Julie Andrews dans :
  - Princesse malgré elle (2001) : Clarisse Renaldi
  - Un mariage de princesse (2004) : Clarisse Renaldi
- 1987 : Angel Heart : Connie (Elizabeth Whitcraft (en))
- 1987 : Police Academy 4 : Claire Mattson (Sharon Stone)
- 1987 : Les Incorruptibles : Catherine Ness (Patricia Clarkson)
- 1989 : Les Banlieusards : Carol Peterson (Carrie Fisher)
- 1989 : Le sapin a les boules : Margo Chester (Julia Louis-Dreyfus)
- 1990 : Attache-moi ! : Berta (María Barranco)
- 1990 : Une trop belle cible : la fille du Trucker (Catherine Keener)
- 1990 : Darkman : la spécialiste des grands brûlés (Jenny Agutter)
- 1991 : Harley Davidson et l'Homme aux santiags : Lulu Daniels (Vanessa Lynn Williams)
- 1992 : Simetierre 2 : Renee Hallow (Darlanne Fluegel)
- 2000 : Jardinage à l'anglaise : Susan Hodge (Sally Edwards)

#### Films d'animation
- 1983 : Sherlock Holmes : Une étude en rouge : Lucy Ferrier
- 2001 : Un cadeau pour Sélim : la mère (court métrage)

### Télévision

#### Téléfilms
- Nicollette Sheridan dans :
  - Dangereuse Séduction (2003) : Donna Randal
  - Visions criminelles (2004) : Ann Culver
  - Lune de miel en solo (2011) : Eve Parker
  - À la recherche de l'esprit de Noël (2013) :  Charlotte Hart
  - Ma nounou est un homme ! (2016) : Cassie McKay

- 1983 : Princesse Daisy : Vanessa Valerian (Barbara Bach)
- 1996 : Un amour étouffant : Laura Collins (Michelle Phillips)
- 2004 : Séduction meurtrière : Iris Wetherton (Joanna Pacula)
- 2012 : Le Projet Philadelphia, l'expérience interdite : Lena (Allison Hossack)
- 2014 : Une amie de trop : Lana Cowan (Barbara Alyn Woods)

#### Séries télévisées
- Nicollette Sheridan dans :
  - Côte Ouest (1986-1993) : Paige Matheson (en) (181 épisodes)
  - Poker d'amour à Las Vegas (1990) : Lucky Santangelo (mini-série)
  - Will et Grace (2003) : Dr Danielle Morty (saison 5, épisode 24)
  - Desperate Housewives (2004-2009) : Edie Britt (111 épisodes)
  - Dynastie (2018-2019) : Alexis Morell Carrington #1 (22 épisodes)
- Sarah Buxton dans :
  - Sunset Beach (1997-1999) : Anna « Annie » Douglas-Richards (551 épisodes)
  - Alerte à Malibu (1999) : Molly McCoy (1 épisode)
  - Amour, Gloire et Beauté (1999-2005) : Morgan DeWitt (193 épisodes)
  - New York Police Blues (2003) : Carlotta (saison 11, épisode 4)
- Elizabeth Mitchell dans :
  - The Sentinel (1996) : Wendy Hawthorne (saison 2, épisode 6)
  - JAG (1997) : le lieutenant Sandra Gilbert (saison 3, épisode 2)
- Jane Sibbett dans :
  - Friends (1994-2001) : Carol Willick (15 épisodes)
  - Sabrina, l'apprentie sorcière (2001) : Robin Davis (saison 5, épisode 18)
- Karen Sillas dans :
  - New York, section criminelle (2004) : Beth Landau (saison 3, épisode 21)
  - Wanted (2005) : Mariah Belichek (8 épisodes)
- Barbara Alyn Woods dans :
  - Les Frères Scott (2003-2012) : Deborah « Deb » Scott (106 épisodes)
  - The Gates (2010) : Barbara Jansen (3 épisodes)
- Samantha Smith dans :
  - Supernatural (2005-2009) : Mary Winchester (1re voix, saisons 1 à 4)
  - Mentalist (2014) : Sylvia Hennigan (saison 6, épisode 16)
- 1982 : Côte Ouest : Bess Riker (Louise Sorel) (3 épisodes)
- 1982-1983 : X-Or : Marine (Kyoko Nashiro Myodai) (44 épisodes)
- 1984-1986 : Capitaine Furillo : Patricia « Patsy » Mayo (Mimi Kuzyk) (26 épisodes)
- 1985 : Santa Barbara : Maggie Gillis (Suzanne Marshall) (45 épisodes)
- 1985-1987 : Dynastie 2 : Les Colby : Bliss Colby (Claire Yarlett) (45 épisodes)
- 1986 : La Vengeance aux deux visages : Sarah Harper (Nicki Paull) (22 épisodes)
- 1986-1994 : La Loi de Los Angeles : Sheila Brackman (Joanna Frank) (19 épisodes)
- 1987-1988 : Dynastie : Karen Atkinson (Stephanie Dunnam (en)) (10 épisodes)
- 1989-1991 : Dallas : Cally Harper Ewing (Cathy Podewell) (35 épisodes)
- 1989-1993 : Docteur Doogie : Katherine Howser (Belinda Montgomery) (97 épisodes)
- 1991 : Twin Peaks : Annie Blackburn (Heather Graham) (saison 2)
- 1993 : Loïs et Clark : Les Nouvelles Aventures de Superman : Toni (Jessica Tuck) (saison 1, épisode 6)
- 1996-1997 : Savannah : Veronica Koslowski (Beth Toussaint (en)) (34 épisodes)
- 1996-2000 : Pacific Blue : Chris Kelly (Darlene Vogel) (83 épisodes)
- 1998-2006 : Charmed : Patricia « Patty » Halliwell (Finola Hughes) (9 épisodes)
- 2000 : Young Americans : Kate Fleming (Kathleen Bridget Kelly) (2 épisodes)
- 2000-2001 : Les Condamnées : Nikki Wade (Mandana Jones) (2e voix, saisons 2-3)
- 2001-2002 : Special Unit 2 : l'inspecteur Kate Benson (Alexondra Lee) (19 épisodes)
- 2002-2003 : New York, unité spéciale : Denise Johansen (Sherri Parker Lee) (saison 3, épisode 20), Darla (Libby Langdon) (saison 4, épisode 4), l'officier Bailey (Juliet Adair Pritner) (saison 4, épisode 16) et la juge Shechtel (Karen Shallo) (saison 4, épisode 21)
- 2002-2006 : Les Soprano :  l'agent Robyn Sanseverino (Karen Young) (10 épisodes)
- 2003-2005 : Le Monde de Tracy Beaker (en) : Shelley Appleton (Nicola Reynolds) (27 épisodes)
- 2004 : Frasier : Charlott (Laura Linney) (saison 11)
- 2004 : Salem : Marjorie Glick (Rebecca Gibney) (mini-série)
- 2005 : Into the West : Margaret « Éclat de Soleil » Wheeler (Irene Bedard) (mini-série)
- 2006-2007 : Urgences : Meg Riley (Paula Malcomson) (saison 13)
- 2007-2008 : Shark : Claire Stark (Orla Brady) (4 épisodes)
- 2008-2014 : True Blood : Ginger (Tara Buck) (24 épisodes)
- 2010 : Lie to Me : Carol Ashford (Julia Campbell) (saison 3, épisode 6)
- 2012-2013 : Suburgatory : Helen (Miriam Flynn) (7 épisodes)
- 2019 : Riverdale : Mme Mulwray (Kelly Ripa) (saison 3, épisode 11)
- 2019-2022 : Dynastie : Alexis Morell Carrington #2 (Elaine Hendrix) (57 épisodes)

#### Séries d'animation
- 1971[5] : Nathalie et ses amis (en) : Alice Minel (la mère), Alice Kordan et Mathilda O'Hara
- 1983 : Super Durand : Sophia
- 1984 : Cathy la petite fermière : Aline
- 1985 : Le Collège fou, fou, fou : Mme Hilary (épisode 7)
- 1986 : Les Chevaliers du Zodiaque : Saori Kido (épisode 6)
- 1988 : Superman (en) : Xelandra (épisode 2)
- 1988 : Nicky Larson : Catherine (épisodes 73 et 74)
- 1991 : La Légende de Prince Vaillant : Elizabeth (la mère de Roxanne)
- 1993 : Conan l'Aventurier : la domestique et divers enfants errants (épisode 33)
- 1994-1995 : Reboot : Souris
- 2000 : Chris Colorado : Loren Krantz
- 2004 : Les Rois de Las Vegas : voix additionnelles
- 2006-2008 : Horseland : Bienvenue au ranch ! : Carlotta
- 2010 : Star Wars: The Clone Wars : Lolo Purs (épisode 37)

## Voix off

### Émission
- Les Animaux déraillent (voice over sur Nat Geo Wild)

### Livres audio[6]

#### Œuvres deMarc Geoffroy
- Perceval et la Quête du Graal raconté aux enfants
- Le Roi Arthur raconté aux enfants
- Lancelot et la Dame du Lac raconté aux enfants
- Saint-Paul raconté aux enfants
- Tristan et Iseult raconté aux enfants
- Saint-Benoît de Nursie raconté aux enfants
- Saint-François de Sales raconté aux enfants
- Le Protestantisme raconté aux enfants
- Saint-Jacques-de-Compostelle raconté aux enfants
- Saint-Sébastien raconté aux enfants
- Saint-Valentin raconté aux enfants
- Saint-Antoine de Padoue raconté aux enfants
- Saint-Jean raconté aux enfants
- Sainte-Thérèse de Lisieux racontée aux enfants
- Saint-Vincent de Paul raconté aux enfants
- Isabelle la Catholique racontée aux enfants
- Saint-Charles raconté aux enfants

#### Œuvres de laComtesse de Ségur
- Mémoires d'un âne (1860)
- Jean qui grogne et Jean qui rit (1865)